# Amore e ginnastica (film)
Amore e ginnastica è un film del 1973 diretto da Luigi Filippo D'Amico. 
Il film è tratto dall'omonimo romanzo breve del 1892 di Edmondo De Amicis.

## Trama
A Torino, alla fine dell'Ottocento, Simone Celzani è un giovane orfano che lavora come segretario per il ricco e severo zio presso il quale vive. Egli è perdutamente innamorato della maestra di ginnastica Maria Pedani, che occupa un appartamento nello stesso palazzo assieme ad una sua collega, Elena Zibelli. I due non potrebbero essere più diversi: lui, ex seminarista, è piccolo, timido e tutt'altro che sportivo; lei, al contrario, è forte, bella, moderna e, per i tempi, spregiudicatamente femminista, tanto da suscitare chiacchiere sul suo conto: la moglie del maestro Fassi, anch'egli inquilino del palazzo, è convinta che il marito spasimi per lei, e molti si meravigliano quando la Pedani si fa installare in casa una vasca da bagno con fornitura d'acqua calda.
La Zibelli, che non condivide la grande passione per la ginnastica della sua coinquilina, ha invece una certa simpatia per Celzani; ma quando apprende della proposta che questi ha fatto alla Pedani, inizia a covare del risentimento. Durante una convocazione dei vari maestri dal direttore della scuola, mentre la Pedani perora la causa della ginnastica come un mezzo per migliorare la salute e la costituzione fisica degli alunni, la Zibelli aderisce invece ad una mozione contro l'analfabetismo promossa da un suo collega, e si mette ad insegnare ad una scuola serale per adulti, ma vi rinuncia dopo che un suo allievo le ha fatto prima delle avances e poi delle aperte minacce.
Celzani, dal canto suo, dopo aver ricevuto un primo rifiuto dalla sua amata, per cercare di entrare in altro modo nelle sue grazie inizia a frequentare una palestra e praticare il canottaggio. Deve però guardarsi anche da un altro corteggiatore, Alfredo Ginoni, figlio di un ingegnere che abita anch'egli nel suo palazzo e discreto ciclista: un giorno, per difendere l'onore di Maria da Alfredo che l'avrebbe in qualche modo diffamata, lo sfida a duello. Questo viene interrotto per l'intervento dell'ingegnere, ma lo zio di Celzani ne ha notizia; Simone poi si rompe la testa in palestra per essere caduto dall'altalena. Lo zio lo esorta a cessare dall'insana passione se vuole continuare ad abitare sotto il suo tetto, ma il giovane, che ha ricevuto un nuovo rifiuto dalla maestra, decide piuttosto di andarsene per cambiare vita. Va a salutare la Pedani e apprende che si trova al congresso nazionale sulla ginnastica, al quale è stata invitata a tenere una relazione dopo essere stata lodata nel corso di un'ispezione ministeriale. Al termine del congresso, mentre sta mormorando delle parole di congedo, la Pedani lo bacia appassionatamente sulla bocca.

## Produzione

### Riprese
Le riprese degli esterni sono state effettuate a Torino e a Roma.

### Altri tecnici
La consulente per la ginnastica è Renata Mezzetti.

## Distribuzione
Il film è stato distribuito dall'Italnoleggio Cinematografico, con doppiaggio affidato alla compagnia C.I.D.